# 両シチリア独立運動

支持者が用いる両シチリア王国旗

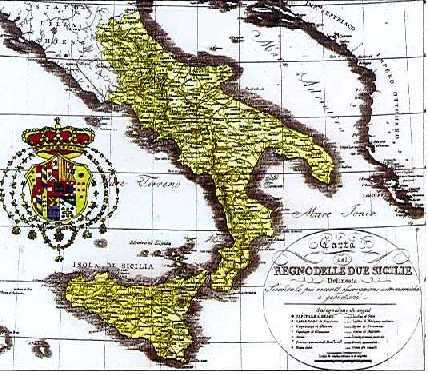
両シチリア王国の領土

両シチリア独立運動は、ネオ・ブルボン運動とも呼ばれる南イタリアの政治運動。
イタリア統一戦争においてサルデーニャ王国に「征服」され、北イタリア人を中心とするイタリア王国（現在のイタリア共和国）への併合を余儀なくされた南部を中央支配から離脱させる事を目標とする。運動の名称は、かつてこの地域を統治した両シチリア王国（南イタリアのナポリ王国とシチリア王国の合同により成立）と、その王家であるナポリ＝シチリア・ブルボン家（ボルボーネ家）に由来する。
運動の支持者達はブルボン家による立憲君主制と文化的統一を支持し、イタリア統一後の南部冷遇によって南部住民が海外移住を余儀なくされ、イタリア系移民の離散（そのほとんどは南イタリア出身であった）を生んだと考えている。また運動家達は両シチリア文化の権威向上にも熱心で、ナポリ語やシチリア語の保護も目標の一つに掲げられている。

## 主張
北イタリア（旧サルデーニャ王国をはじめとする北部諸州）と南イタリア（旧両シチリア王国）は歴史的にも言語的にも文化的にも異なっているとし、サルデーニャ王国による征服は不当であり、統一戦争は北イタリアによる南イタリアへの支配と植民地化の始まりであったと主張している。彼らにとってはイタリア統一の英雄とされるガリバルディですら南部の54の町を破壊し100万以上の両シチリア王国民を虐殺した侵略者に過ぎず、そもそもガリバルディの千人隊による遠征そのものが近代的な宣戦布告の要件を満たさない両シチリア王国への侵略戦争であったと考えている。
更に彼らは、南部主義者がしばしば主張することではあるが、「北イタリアによる略奪」を強く糾弾している。その最たる例が両シチリア王国の首都ナポリの略奪である。ブルボン王政下のナポリにはイギリス政府の援助によって建設された工業地帯が存在していたが、その全てが統一イタリア王国の中央政府となった旧サルデーニャ王国政府によって北部へ持ち去られたとしている。また、これ以外にも王国の資産と呼べるものの全てが北部に持ち去られ、ピエモンテ、リグリア、ロンバルディアのいわゆる三角工業地帯を発展させるために流用されたとする。彼らは中央政府が「戦後処理」と称して行った行為を「10年の内戦」と皮肉り、この「略奪」こそ南イタリア住民が農業などの過酷な産業に取り残され困窮から海外に大量移住せざるを得なかった理由であると批判している。

## 2003年の騒乱
イタリア王国最後の王太子であり、ナポリ公爵でもあったヴィットーリオ・エマヌエーレが亡命先からの帰国をイタリア共和国政府に許された（それまで旧イタリア王家たるサヴォイア家の人間はイタリア入国を禁止されていた）際、彼はナポリを滞在先に選んだ。王党派のグループがこれを歓迎した一方で、ネオ・ブルボンの運動家達は「サヴォイアの子孫よ、亡命先へ帰れ!」というスローガンとサヴォイア家の紋章に重ねて禁止マークを描いたステッカーを販売した。これについて、熱心なネオ・ブルボンの支持者として知られる映画監督のパスクァーレ・スクイティエーリは「我々を苦しめた人間を迎えねばならないのは残念だ」と答え、ネオ・ブルボン運動の幹部であるジェンナーロ・デ・クレシェンツォは「南部人はサヴォイアの復帰を祝う必要は全くない。彼らはただ我々の栄光を奪っただけだ」と語った。